# Miron
Miron (grčki: Mýron) je grčki kipar iz Atike koji je djelovao u prvoj polovici 5. st. pr. Kr. Istaknuo se svojim realističnim skulpturama. 
U likovima bogova, heroja i pobjednika u različitim športskim disciplinama na igrama u Olimpiji i Delfima napustio je arhajsku frontalnost i ukočenost i fiksirao karakteristične pokrete ljudskog tijela u specifičnim situacijama. 
Radio je u bronci, ali sva njegova djela sačuvana su u rimskim mramornim kopijama. Najpoznatija djela su mu: Diskobol (Bacač diska) i grupa Atene i Marsija.
Bio je suvremenik kipara Fidije i Polikleta.
U kasnijem Helenističkom razdoblju grčke umjetnosti, oko 200. pr. Kr., u gradu Pergamu djelovao je njegov imenjak koji je zapamćen po mramornoj skulpturi "Pijana starica".